# Artabotrys brevipes
Artabotrys brevipes este o specie de plante angiosperme din genul Artabotrys, familia Annonaceae, descrisă de William Grant Craib. Conform Catalogue of Life specia Artabotrys brevipes nu are subspecii cunoscute.